# Stenotrema florida
Stenotrema florida är en snäckart som beskrevs av Henry Augustus Pilsbry 1940. Stenotrema florida ingår i släktet Stenotrema och familjen Polygyridae. Inga underarter finns listade i Catalogue of Life.